# ماگنوس ماکسیموس
ماگنوس ماکسیموس (به انگلیسی: Magnus Maximus؛ به لاتین: Flavius Magnus Maximus Augustus؛ به ویلزی: Macsen Wledig؛ حدود ۳۳۵ – ۲۸ اوت ۳۸۸) امپراتور روم غربی از ۳۸۳ تا ۳۸۸ میلادی بود.